# Чаплин, Станислав Викторович
Станисла́в Ви́кторович Ча́плин (1932 — 2013) — советский и израильский кинорежиссёр и педагог.

## Биография
Окончил факультет киноведения ВГИКа в 1955 году. В качестве ассистента режиссёра работал на «Ленфильме» на картинах «Горизонт» (1961) и «Мальчик с коньками» (1962), был вторым режиссёром на фильме «Дикая собака динго» (1962). Как режиссёр-постановщик работал также на Киностудии имени Горького и «Таджикфильме». Снимал и как режиссёр-документалист.
В 1976 году эмигрировал в Израиль. Преподавал режиссуру в колледже Бейт-Цви в Рамат-Гане.
Израильские фильмы снимал совместно со своей женой. 

### Семья
Отец — Виктор Павлович Чаплин (1909—1986), работал на кафедре философии Ленинградского политехнического института, был заместителем редактора газеты «На страже». Репрессирован в 1937 году (статья 17-58-8-11), 10 лет провёл в Соловецкой тюрьме и Норильлаге в Заполярье. Полностью реабилитирован в 1955 году.
Жена — Лина Чаплина (род. 1934), выпускница ВГИКа.

## Фильмография
Режиссёр
- 1964 — Хотите — верьте, хотите — нет… (совместно с И. Усовым)
- 1967 — Срочно требуется песня (документальный)
- 1968 — Гроза над Белой (совместно с Е. Немченко)
- 1972 — Нас подружила Москва (телевизионный)
- 1973 — Аксель Иванович Берг (документальный)[6]
- 1975 — Краткие встречи на долгой войне (совместно с А. Рахимовым)
- 1998 — Возрождение / T’Kuma (документальный)
- 2002 — Труба в долине / Hatzotzra Ba-Vadi
- 2003 — То ли было, то ли не было / Haya O Lo Haya
- 2006 — Иоель, Израиль и пашкивили / Yoel Yisrael VeHaPashkavilim (документальный)
- 2006 — Хамаком / Hamakom
- 2008 — Муки в огне / Mooki bo’era (участник конкурсной программы Московского международного кинофестиваля)
- 2009 — Плачущая Сюзанна / Susannah Ha-Bochiah
- 2010 — Во цвете лет / BeDmeyi Yameha

Актёр
- 1998 — Контрастный шок / Betzilo Shel Helem Krav — доктор Кляйн
- 2006 — Что скрывается за Солнцем / Hadvarim Shemeahorei Hashemesh — Дворник

## Награды
- премия Международного кинофестиваля в Хайфе[источник не указан 256 дней];
- национальная премия «Офир» Израильской академии киноискусства — за фильм «То ли было, то ли не было» (2003)[5];
- гран-при VIII Международного фестиваля «Лики любви» (2003, Москва) — за фильм «Труба в долине» (2002)[7]
- национальная премия «Офир» Израильской академии киноискусства — за фильм «Труба в долине» (2002)[5];
- приз FIPA (Биарриц) — за фильм «Плачущая Сюзанна» (2009)[5].